# Svarttjärnen (Ramsele socken, Ångermanland, 704681-153973)
Svarttjärnen är en sjö i Sollefteå kommun i Ångermanland och ingår i Ångermanälvens huvudavrinningsområde. Sjöns area är 0,028 kvadratkilometer och den befinner sig 318,5 meter över havet.